# ペドロ・ネト
ペドロ・ネト（Pedro Neto, 2000年3月9日 - ）は、ポルトガル・ヴィアナ・ド・カステロ出身のプロサッカー選手。プレミアリーグ・チェルシーFC所属。ポルトガル代表。ポジションはフォワード。

## 経歴

### クラブ
2013年にブラガの下部組織に入団。後に別のクラブに移ったが、2016年に再入団。2016-17シーズンのU-17ユースリーグで24試合17得点を記録したことで注目を集める。2017年5月にリーガプロ所属のBチームに昇格し、7日のポルトB戦でプロデビューし、わずか1週間で一気にトップチームに昇格。14日のナシオナル戦でプリメイラ・リーガデビューを果たし、プロ初ゴールも記録。このゴールはブラガのクラブ史上3番目の年少記録であった。
2016-17シーズン終了後、バルセロナやマンチェスター・ユナイテッドが獲得を目指したものの、最終的にオファーを拒否し、ブラガと2020年までの契約に合意。
2017年8月31日、ブルーノ・ジョルダンと共にラツィオにローン移籍。両選手の移籍金は合計で2,600万ユーロと報じられている。しかし2017-18シーズンは、公式戦の出場機会を得ることができなかった。
2019年8月2日、ブルーノ・ジョルダンと共にイングランドのウルヴァーハンプトン・ワンダラーズに5年契約で完全移籍。2020-21シーズンには2020年9月にリヴァプールに移籍したディオゴ・ジョッタや同年10月のアーセナル戦で頭部に重傷を負ったラウル・ヒメネスの穴を埋める形で活躍しアダマ・トラオレらと攻撃面で中核を担った。しかし、2021年4月10日のプレミアリーグ第31節フラムで膝を負傷し、6か月程度の離脱と報道された。離脱は長期化し、2022年2月21日のプレミアリーグ第26節レスター・シティ戦で約10か月ぶりにベンチ入りし、81分にダニエル・ポデンセと交代で投入され復帰を果たした。22歳の誕生日である2022年3月9日、クラブと2027年までの長期契約を結んだ。
2024年8月11日、7年契約でチェルシーに移籍。

### 代表
2016年から世代別代表に選出され、UEFA U-17欧州選手権予選、UEFA U-19欧州選手権予選、FIFA U-20ワールドカップ、UEFA U-21欧州選手権などに出場した。
2020年11月11日、アンドラとの親善試合でA代表初出場。この試合で代表初ゴールも記録した。
2022 FIFAワールドカップには怪我のため召集されなかったが、UEFA EURO 2024ではグループステージの3試合に出場。UEFAネーションズリーグ2024-25では決勝戦を含む7試合に出場し、優勝メンバーの一員となった。

## 人物
おじのセルジオ・ロンバも元サッカー選手であった。

## 個人成績

### クラブ
| 国内大会個人成績 | 国内大会個人成績     | 国内大会個人成績 | 国内大会個人成績 | 国内大会個人成績 | 国内大会個人成績 | 国内大会個人成績 | 国内大会個人成績 | 国内大会個人成績 | 国内大会個人成績 | 国内大会個人成績 | 国内大会個人成績 |
| 年度             | クラブ               | 背番号           | リーグ           | リーグ戦         | リーグ戦         | リーグ杯         | リーグ杯         | オープン杯       | オープン杯       | 期間通算         | 期間通算         |
| 年度             | クラブ               | 背番号           | リーグ           | 出場             | 得点             | 出場             | 得点             | 出場             | 得点             | 出場             | 得点             |
| ポルトガル       | ポルトガル           | ポルトガル       | ポルトガル       | リーグ戦         | リーグ戦         | リーグ杯         | リーグ杯         | ポルトガル杯     | ポルトガル杯     | 期間通算         | 期間通算         |
| ---------------- | -------------------- | ---------------- | ---------------- | ---------------- | ---------------- | ---------------- | ---------------- | ---------------- | ---------------- | ---------------- | ---------------- |
| 2016-17          | ブラガ               | 71               | プリメイラ       | 2                | 1                | 0                | 0                | 2                | 0                | 2                | 1                |
| 2017-18          | ブラガ               | 71               | プリメイラ       | 1                | 0                | 0                | 0                | 0                | 0                | 1                | 0                |
| イタリア         | イタリア             | イタリア         | イタリア         | リーグ戦         | リーグ戦         | イタリア杯       | イタリア杯       | オープン杯       | オープン杯       | 期間通算         | 期間通算         |
| 2017-18          | ラツィオ             | 30               | セリエA          | 0                | 0                | 0                | 0                | -                | -                | 0                | 0                |
| 2018-19          | ラツィオ             | 30               | セリエA          | 4                | 0                | 1                | 0                | -                | -                | 5                | 0                |
| イングランド     | イングランド         | イングランド     | イングランド     | リーグ戦         | リーグ戦         | FLカップ         | FLカップ         | FAカップ         | FAカップ         | 期間通算         | 期間通算         |
| 2019-20          | ウルヴァーハンプトン | 7                | プレミアリーグ   | 29               | 3                | 2                | 0                | 2                | 0                | 33               | 3                |
| 2020-21          | ウルヴァーハンプトン | 7                | プレミアリーグ   | 31               | 5                | 1                | 0                | 3                | 0                | 35               | 5                |
| 2021-22          | ウルヴァーハンプトン | 7                | プレミアリーグ   | 13               | 1                | 0                | 0                | 0                | 0                | 13               | 1                |
| 2022-23          | ウルヴァーハンプトン | 7                | プレミアリーグ   | 18               | 0                | 1                | 0                | 0                | 0                | 19               | 0                |
| 2023-24          | ウルヴァーハンプトン | 7                | プレミアリーグ   | 20               | 2                | 0                | 0                | 4                | 1                | 24               | 3                |
| 2024-25          | チェルシー           | 7                | プレミアリーグ   | 35               | 4                | 1                | 1                | 2                | 0                | 38               | 5                |
| 通算             | ポルトガル           | ポルトガル       | プリメイラ       | 3                | 1                | 0                | 0                | 0                | 0                | 3                | 1                |
| 通算             | イタリア             | イタリア         | セリエA          | 4                | 0                | 1                | 0                | -                | -                | 5                | 0                |
| 通算             | イングランド         | イングランド     | プレミアリーグ   | 146              | 15               | 5                | 1                | 11               | 1                | 162              | 17               |
| 総通算           | 総通算               | 総通算           | 総通算           | 153              | 16               | 6                | 1                | 11               | 1                | 170              | 18               |

### 代表
| ポルトガル代表 | 国際Aマッチ | 国際Aマッチ |
| 年             | 出場        | 得点        |
| -------------- | ----------- | ----------- |
| 2020           | 1           | 1           |
| 2021           | 2           | 0           |
| 2022           | 0           | 0           |
| 2023           | 2           | 0           |
| 2024           | 9           | 1           |
| 2025           | 3           | 0           |
| 通算           | 17          | 2           |

#### ゴール
| #  | 年月日         | 開催地                                    | 対戦国     | 勝敗 | 試合概要                               |
| -- | -------------- | ----------------------------------------- | ---------- | ---- | -------------------------------------- |
| 1. | 2020年11月11日 | エスタディオ・ダ・ルス（ ポルトガル）     | アンドラ   | ○7-0 | 親善試合                               |
| 2. | 2024年11月15日 | エスタディオ・ド・ドラゴン（ ポルトガル） | ポーランド | ○5-1 | UEFAネーションズリーグ2024-25・リーグA |

## タイトル

### クラブ
ラツィオ
- コッパ・イタリア（2018-19）[12]

チェルシー
- UEFAカンファレンスリーグ（2024-25）[13]

### 代表
ポルトガル代表
- UEFAネーションズリーグ（2024-25）[10]